# Finnischer Fußballpokal

Logo des finnischen Fußballverbandes Suomen Palloliitto (SPL)

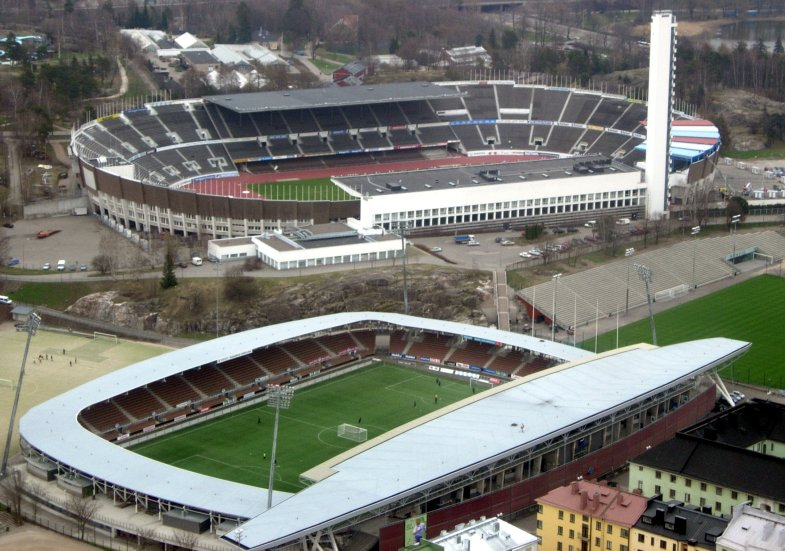
Das Olympiastadion im Hintergrund und die Telia 5G -areena im Vordergrund

Der finnische Fußballpokal (finnisch Suomen Cup) ist der vom finnischen Verband Suomen Palloliitto (SPL) seit 1955 ausgerichtete Pokalwettbewerb der Männer im Fußball. Bis auf einige Ausnahmen fanden die Endspiele in der Hauptstadt Helsinki statt. Von 1955 bis 1999 war das Finale im Olympiastadion Helsinki zu Hause. Von 2000 bis 2014 wurde der Pokal im Finnair Stadium, der heutigen Bolt Arena, mit ca. 10.000 Plätzen in direkter Nachbarschaft zum Olympiastadion ausgespielt. Ab 2015 wechselte der Austragungsort. Seit 2021 ist das modernisierte Olympiastadion wieder Schauplatz des Endspiels.
In den Jahren 1962 bis 1997 erhielt der Gewinner des finnischen Pokals einen Platz im Europapokal der Pokalsieger und nach dessen Abschaffung bis 2007 im UEFA-Pokal. Von 2008 bis 2019 erhielt der Sieger einen Startplatz in der UEFA Europa League als Nachfolger des UEFA-Pokals. Seit 2020 spielt der Gewinner in der UEFA Europa Conference League.
Der Rekordtitelträger ist HJK Helsinki mit 14 Titeln. Der aktuelle Pokalsieger (2024) ist Kuopion PS (5×)

## Geschichte
Der erste Pokal in Finnland wurde 1955 ausgetragen, ein Jahr früher als ursprünglich geplant. Nach der Meisterschaftserie, die Mitte Oktober endete, wurde jedoch beschlossen, die Saison mit einem neuen Pokalwettbewerb fortzusetzen, da das Programm der Nationalmannschaft einen Monat später ein Spiel gegen Jugoslawien beinhaltete. Aufgrund des Zeitplans war das Teilnehmerfeld auf 30 Vereine beschränkt. Es meldeten sich dann 31 Mannschaften fristgerecht für den Wettbewerb an, der von Oktober bis November 1955 ausgetragen wurde. Der erste finnische Pokal wurden von Haka Valkeakoski gewonnen, der Helsingin Palloseura mit 5:1 besiegte.
Beim finnischen Pokal 1955 gab es in der ersten Runde keine Verlängerung, sondern ein Losentscheid. Ab der zweiten Runde wurde vor dem Losentscheid bei Bedarf eine Verlängerung von 2 × 15 Minuten gespielt. 1957 wurde nach einem Remis das Spiel auf des Gegners Platz wiederholt. Im Jahr 1971 wurde das Rückspiel abgeschafft, und nach Verlängerung ein Elfmeterschießen angeordnet.
In den 2000er Jahren ist die Zahl der Teilnehmer deutlich zurückgegangen. 2005 nahmen 392 Mannschaften teil, zehn Jahre später noch 132, und 2019 nur noch 26. Im Jahr 2022 nahmen wieder 314 Mannschaften teil. 2025 stieg die Teilnehmerzahl auf 420 Teams. Auch der Ligapokal erhielt eine Renaissance.
Zwischen 2017 und 2021 wurde eine Reform im Einklang mit den Wünschen der Ligateams am finnischen Pokal vorgenommen. Der Pokal 2017 begann bereits im August 2016. Neu war die von Januar bis Februar ausgetragene Gruppenphase, für die sich die Teams der ersten und zweiten Liga, sowie die Aufsteiger aus der dritten Liga automatisch qualifizierten. Die Besten der Gruppenphase setzten den Wettbewerb später im Frühjahr erneut in Pokalform fort. Ziel war es, sinnvolle Spiele für die Ligamannschaften zu bekommen und damit die Wettkampfsaison zu verlängern. Dadurch wurde der 1994 gegründete Ligapokal vorübergehend abgeschafft.

## Modus
Am Pokalwettbewerb können alle Mannschaften teilnehmen, die im finnischen Ligasystem registriert sind, einschließlich Juniorenmannschaften und Seniorenmannschaften. Die Teilnahme ist nicht obligatorisch, was dazu führt, dass es im Regelfall auch Profivereine gibt, die nicht am Pokal teilnehmen.
Der Wettbewerb wird innerhalb eines Kalenderjahres im einfachen K.-o.-System ausgespielt, d. h. der Sieger jedes Spiels erreicht die nächste Runde, der Verlierer scheidet aus. Mannschaften aus den vier höchsten Spielklassen steigen zu einem späteren Zeitpunkt in den Wettbewerb ein (2025 zwischen der 3. und der 5. Runde).

## Die Endspiele im Überblick
| Saison  | Datum         | Austragungsort                  | Sieger                | Ergebnis              | Finalist                 | Zuschauer |
| ------- | ------------- | ------------------------------- | --------------------- | --------------------- | ------------------------ | --------- |
| 1955    | 20. Nov. 1955 | Olympiastadion Helsinki         | Haka Valkeakoski      | 4:1 n. V.             | Helsingin Palloseura     | 3.021     |
| 1956    | 28. Okt. 1956 | Olympiastadion Helsinki         | Helsingin Pallo-Pojat | 2:1                   | TKT Tampere              | 2.020     |
| 1957    | 27. Okt. 1957 | Olympiastadion Helsinki         | IF Drott              | 2:1 n. V.             | KPT Kuopio               | 3.907     |
| 1958    | 3. Sep. 1958  | Olympiastadion Helsinki         | KTP Kotka             | 4:1                   | Kronohagens IF           | 3.005     |
| 1959    | 1. Nov. 1959  | Olympiastadion Helsinki         | Haka Valkeakoski      | 2:1                   | Helsingfors IFK          | 4.176     |
| 1960    | 23. Okt. 1960 | Olympiastadion Helsinki         | Haka Valkeakoski      | 3:1 n. V.             | Rosenlewin Urheilijat-38 | 4.729     |
| 1961    | 22. Okt. 1961 | Olympiastadion Helsinki         | KTP Kotka             | 5:2                   | Helsingin Pallo-Pojat    | 3.601     |
| 1962    | 21. Okt. 1962 | Olympiastadion Helsinki         | Helsingin Palloseura  | 5:0                   | Rovaniemi PS             | 5.022     |
| 1963    | 20. Okt. 1963 | Olympiastadion Helsinki         | Haka Valkeakoski      | 1:0                   | Lahden Reipas            | 14.0520   |
| 1964    | 18. Okt. 1964 | Olympiastadion Helsinki         | Lahden Reipas         | 1:0                   | LaPa Lappeenranta        | 4.837     |
| 1965    | 20. Okt. 1965 | Olympiastadion Helsinki         | Åbo IFK               | 1:0                   | Turku PS                 | 1.936     |
| 1966    | 30. Okt. 1966 | Olympiastadion Helsinki         | HJK Helsinki          | 6:1                   | KTP Kotka                | 7.069     |
| 1967    | 11. Okt. 1967 | Olympiastadion Helsinki         | KTP Kotka             | 2:0                   | Lahden Reipas            | 5.243     |
| 1968    | 12. Okt. 1968 | Olympiastadion Helsinki         | Kuopion PS            | 2:1                   | KTP Kotka                | 3.521     |
| 1969    | 8. Okt. 1969  | Olympiastadion Helsinki         | Haka Valkeakoski      | 2:0                   | Tapion Honka             | 1.250     |
| 1970    | 4. Okt. 1970  | Olympiastadion Helsinki         | MP Mikkeli            | 4:1 n. V.             | Lahden Reipas            | 5.399     |
| 1971    | 10. Okt. 1971 | Olympiastadion Helsinki         | MP Mikkeli            | 4:1                   | Vaasan Sport             | 2.645     |
| 1972    | 15. Okt. 1972 | Olympiastadion Helsinki         | Lahden Reipas         | 2:0                   | Vaasan PS                | 000528    |
| 1973    | 7. Okt. 1973  | Olympiastadion Helsinki         | Lahden Reipas         | 1:0                   | Seinäjoen PS             | 2.846     |
| 1974    | 6. Okt. 1974  | Olympiastadion Helsinki         | Lahden Reipas         | 1:0                   | OTP Oulu                 | 4.866     |
| 1975    | 25. Apr. 1976 | Olympiastadion Helsinki         | Lahden Reipas         | 6:2 n. V.             | HJK Helsinki             | 6.086     |
| 1976    | 17. Apr. 1977 | Olympiastadion Helsinki         | Lahden Reipas         | 2:0                   | Ilves Tampere            | 2.175     |
| 1977    | 23. Okt. 1977 | Olympiastadion Helsinki         | Haka Valkeakoski      | 3:1                   | Seinäjoen PS             | 2.134     |
| 1978    | 8. Okt. 1978  | Väinölänniemen Stadion, Kuopio  | Lahden Reipas         | 3:1                   | KPT Kuopio               | 1.664     |
| 1979    | 15. Okt. 1978 | Radiomäen Urheilukenttä, Lahti  | Lahden Reipas         | 1:1                   | KPT Kuopio               | 1.731     |
| 1979    | 21. Okt. 1979 | Olympiastadion Helsinki         | Tampereen Ilves       | 2:0                   | Turku PS                 | 3.409     |
| 1980    | 19. Okt. 1980 | Olympiastadion Helsinki         | KTP Kotka             | 3:2                   | Haka Valkeakoski         | 7.039     |
| 1981    | 17. Okt. 1981 | Töölön Pallokenttä, Helsinki    | HJK Helsinki          | 4:0                   | Kuusysi Lahti            | 5.063     |
| 1982    | 16. Okt. 1982 | Olympiastadion Helsinki         | Haka Valkeakoski      | 3:2                   | Kokkolan Palloveikot     | 4.161     |
| 1983    | 15. Okt. 1983 | Olympiastadion Helsinki         | Kuusysi Lahti         | 2:0                   | Haka Valkeakoski         | 5.008     |
| 1984    | 20. Okt. 1984 | Olympiastadion Helsinki         | HJK Helsinki          | 2:1                   | Kuusysi Lahti            | 6.057     |
| 1985    | 19. Okt. 1985 | Olympiastadion Helsinki         | Haka Valkeakoski      | 2:2 n. V. (2:1 i. E.) | HJK Helsinki             | 6.622     |
| 1986    | 11. Okt. 1986 | Olympiastadion Helsinki         | Rovaniemi PS          | 2:0                   | Kemin Palloseura         | 3.636     |
| 1987    | 17. Okt. 1987 | Olympiastadion Helsinki         | Kuusysi Lahti         | 5:4                   | OTP Oulu                 | 7.176     |
| 1988    | 15. Okt. 1988 | Olympiastadion Helsinki         | Haka Valkeakoski      | 1:0                   | OTP Oulu                 | 3.504     |
| 1989    | 14. Okt. 1989 | Olympiastadion Helsinki         | Kuopion PS            | 3:2                   | Haka Valkeakoski         | 5.203     |
| 1990    | 13. Okt. 1990 | Olympiastadion Helsinki         | Tampereen Ilves       | 2:1                   | HJK Helsinki             | 8.285     |
| 1991    | 24. Okt. 1991 | Olympiastadion Helsinki         | Turku PS              | 0:0 n. V. (5:3 i. E.) | Kuusysi Lahti            | 8.727     |
| 1992    | 9. Juli 1992  | Olympiastadion Helsinki         | Myllykosken Pallo -47 | 2:0                   | FF Jaro                  | 9.517     |
| 1993    | 17. Juli 1993 | Porin Stadion, Pori             | HJK Helsinki          | 2:0                   | Rovaniemi PS             | 4.680     |
| 1994    | 10. Juli 1994 | Olympiastadion Helsinki         | Turku PS              | 2:1                   | HJK Helsinki             | 7.617     |
| 1995    | 28. Okt. 1995 | Olympiastadion Helsinki         | Myllykosken Pallo -47 | 1:0                   | FC Jazz Pori             | 6.140     |
| 1996    | 3. Nov. 1996  | Olympiastadion Helsinki         | HJK Helsinki          | 0:0 n. V. (4:3 i. E.) | Turku PS                 | 3.632     |
| 1997    | 25. Okt. 1997 | Olympiastadion Helsinki         | Haka Valkeakoski      | 2:1 n. V.             | Turku PS                 | 4.107     |
| 1998    | 31. Okt. 1998 | Olympiastadion Helsinki         | HJK Helsinki          | 3:2                   | PK-35 Helsinki           | 5.023     |
| 1999    | 30. Okt. 1999 | Olympiastadion Helsinki         | FC Jokerit            | 2:1                   | FF Jaro                  | 3.217     |
| 2000    | 10. Nov. 2000 | Finnair Stadium, Helsinki       | HJK Helsinki          | 1:0                   | KTP Kotka                | 3.471     |
| 2001    | 12. Nov. 2001 | Tammela Stadion, Tampere        | Atlantis FC           | 1:0                   | Tampere United           | 3.820     |
| 2002    | 9. Nov. 2002  | Finnair Stadium, Helsinki       | Haka Valkeakoski      | 4:1                   | FC Lahti                 | 2.984     |
| 2003    | 1. Nov. 2003  | Finnair Stadium, Helsinki       | HJK Helsinki          | 2:1 n. V.             | AC Allianssi             | 3.682     |
| 2004    | 30. Okt. 2004 | Finnair Stadium, Helsinki       | Myllykosken Pallo -47 | 2:1                   | FC Hämeenlinna           | 2.650     |
| 2005    | 29. Okt. 2005 | Finnair Stadium, Helsinki       | Haka Valkeakoski      | 4:1                   | Turku PS                 | 2.130     |
| 2006    | 4. Nov. 2006  | Finnair Stadium, Helsinki       | HJK Helsinki          | 1:0                   | Kokkolan Palloveikot     | 2.447     |
| 2007    | 11. Nov. 2007 | Finnair Stadium, Helsinki       | Tampere United        | 3:3 n. V. (3:1 i. E.) | FC Honka Espoo           | 1.457     |
| 2008    | 1. Nov. 2008  | Finnair Stadium, Helsinki       | HJK Helsinki          | 2:1 n. V.             | FC Honka Espoo           | 1.554     |
| 2009    | 31. Okt. 2009 | Finnair Stadium, Helsinki       | Inter Turku           | 2:1                   | Tampere United           | 2.065     |
| 2010    | 25. Sep. 2010 | Sonera Stadium, Helsinki        | Turku PS              | 2:0                   | HJK Helsinki             | 5.137     |
| 2011    | 24. Sep. 2011 | Sonera Stadium, Helsinki        | HJK Helsinki          | 2:1 n. V.             | Kuopion PS               | 5.125     |
| 2012    | 29. Sep. 2012 | Sonera Stadium, Helsinki        | FC Honka Espoo        | 1:0                   | Kuopion PS               | 2.340     |
| 2013    | 28. Sep. 2013 | Sonera Stadium, Helsinki        | Rovaniemi PS          | 2:1                   | Kuopion PS               | 4.032     |
| 2014    | 1. Nov. 2014  | Sonera Stadium, Helsinki        | HJK Helsinki          | 0:0 n. V. (5:3 i. E.) | Inter Turku              | 2.349     |
| 2015    | 26. Sep. 2015 | Tehtaan kenttä, Valkeakoski     | IFK Mariehamn         | 2:1                   | Inter Turku              | 3.017     |
| 2016    | 24. Sep. 2016 | Ratinan Stadion, Tampere        | Seinäjoen JK          | 1:1 n. V. (7:6 i. E.) | HJK Helsinki             | 2.000     |
| 2016/17 | 23. Sep. 2017 | OmaSP Stadion, Seinäjoki        | HJK Helsinki          | 1:0                   | Seinäjoen JK             | 3.617     |
| 2017/18 | 12. Mai 2018  | Telia 5G -areena, Helsinki      | Inter Turku           | 1:0                   | HJK Helsinki             | 3.540     |
| 2019    | 15. Mai 2019  | Wiklöf Holding Arena, Mariehamn | Tampereen Ilves       | 2:0                   | IFK Mariehamn            | 3.250     |
| 2020    | 3. Okt. 2020  | Veritas-Stadion, Turku          | HJK Helsinki          | 2:0                   | FC Inter Turku           | 2.500     |
| 2021    | 8. Mai 2021   | Olympiastadion Helsinki         | Kuopion PS            | 0:0 n. V. (5:4 i. E.) | HJK Helsinki             | –         |
| 2022    | 17. Sep. 2022 | Olympiastadion Helsinki         | Kuopion PS            | 1:0                   | Inter Turku              | 3.372     |
| 2023    | 30. Sep. 2023 | Olympiastadion Helsinki         | Tampereen Ilves       | 1:0                   | FC Honka Espoo           | 4.431     |
| 2024    | 21. Sep. 2024 | Tammela Stadion, Tampere        | Kuopion PS            | 2:1 n. V.             | Inter Turku              | 5.745     |

### Rangliste der Sieger
| Verein                | Siege | Jahr(e)                                                                               |
| --------------------- | ----- | ------------------------------------------------------------------------------------- |
| HJK Helsinki          | 14    | 1966, 1981, 1984, 1993, 1996, 1998, 2000, 2003, 2006, 2008, 2011, 2014, 2016/17, 2020 |
| Haka Valkeakoski      | 12    | 1955, 1959, 1960, 1963, 1969, 1977, 1982, 1985, 1988, 1997, 2002, 2005                |
| Lahden Reipas         | 7     | 1964, 1972, 1973, 1974, 1975, 1976, 1978                                              |
| Kuopion PS            | 5     | 1968, 1989, 2021, 2022, 2024                                                          |
| KTP Kotka             | 4     | 1958, 1961, 1967, 1980                                                                |
| Tampereen Ilves       | 4     | 1979, 1990, 2019, 2023                                                                |
| Myllykosken Pallo -47 | 3     | 1992, 1995, 2004                                                                      |
| Turku PS              | 3     | 1991, 1994, 2010                                                                      |
| Kuusysi Lahti         | 2     | 1983, 1987                                                                            |
| MP Mikkeli            | 2     | 1970, 1971                                                                            |
| Rovaniemi PS          | 2     | 1986, 2013                                                                            |
| Inter Turku           | 2     | 2009, 2018                                                                            |
| Tampere United        | 1     | 2007                                                                                  |
| Åbo IFK               | 1     | 1965                                                                                  |
| Atlantis FC           | 1     | 2001                                                                                  |
| IF Drott              | 1     | 1957                                                                                  |
| Helsingin Palloseura  | 1     | 1962                                                                                  |
| FC Jokerit            | 1     | 1999                                                                                  |
| Helsingin Pallo-Pojat | 1     | 1956                                                                                  |
| FC Honka Espoo        | 1     | 2012                                                                                  |
| IFK Mariehamn         | 1     | 2015                                                                                  |
| Seinäjoen JK          | 1     | 2016                                                                                  |

### Rekordentwicklung
- 1955: FC Haka Valkeakoski
- 1956: FC Haka Valkeakoski und Helsingin Pallo-Pojat
- 1957: FC Haka Valkeakoski, Helsingin Pallo-Pojat und IF Drott
- 1958: FC Haka Valkeakoski, Helsingin Pallo-Pojat, IF Drott und KTP Kotka
- 1959–1974: FC Haka Valkeakoski (2–5)
- 1975: FC Haka Valkeakoski und Lahden Raipas
- 1976: Lahden Raipas (6)
- 1977: FC Haka Valkeakoski und Lahden Raipas
- 1978–1981: Lahden Raipas (7)
- 1982–1984: FC Haka Valkeakoski und Lahden Raipas
- 1985–2013: FC Haka Valkeakoski (8–12)
- 2014–2016: FC Haka Valkeakoski und HJK Helsinki
- 2017– : HJK Helsinki (14)